# Ramanum
Ramanum ou Romonum, est une île et municipalité située dans le district de Faichuk, dans l'État de Chuuk, un des États fédérés de Micronésie. Elle fait partie des îles Carolines et compte 1 491 habitants en 2008.